# Jasmine (Disney)
Jasmine (in persiano Yasmin) è la protagonista femminile del Classico Disney Aladdin e dei due sequel direct-to-video Il ritorno di Jafar e Aladdin e il re dei ladri, basati sul personaggio di Badr al-budūr (Lunalba in alcune traduzioni italiane) della novella originale. Figlia del sultano di Agrabah, è una principessa dotata di grande bellezza e intelligenza. Dai lunghissimi capelli corvini e dagli enormi occhi castani, si innamora e andrà in sposa al protagonista della storia Aladdin nonostante l'opposizione di Jafar e l'iniziale contrarietà del padre. Generalmente ha la pancia scoperta.
Jasmine ha ricevuto un'accoglienza positiva-contrastante nel complesso, con gran parte del suo arco narrativo paragonato sfavorevolmente a quello delle precedenti Ariel di La sirenetta (1989) e Belle di La bella e la bestia (1991), ma è stata elogiata per la sua personalità e la sua intesa con Aladdin.
In seguito alla sua apparizione nel film, Jasmine è apparsa in molte altre produzioni animate a marchio Disney (soprattutto la serie animata Aladdin e i due film direct-to-video). Negli anni 2000 il personaggio è diventato parte del franchising di giocattoli Principesse Disney, insieme ad altre protagoniste femminili dei cosiddetti Classici, al sesto posto dell'elenco ufficiale, dopo Belle e prima di Pocahontas. È la prima principessa Disney non europea, nonché prima principessa Disney dell'Asia occidentale. Per questo motivo, a Jasmine viene attribuito il merito di aver introdotto la diversità culturale nel genere delle Principesse Disney. È finora anche unica principessa Disney non protagonista del "suo" classico.

## Biografia del personaggio

### Aladdin(1992)
Jasmine è la bellissima figlia del Sultano di Agrabah. È una principessa con lunghi capelli neri, occhi castani e un sorriso dolcissimo insieme ad un carattere indipendente e un'intelligenza vivace. Non ama la vita di palazzo, perché la considera come una gabbia dorata per colpa della quale non può vivere liberamente la vita come vorrebbe. Ogni cosa che fa è dettata da regole e protocolli e infatti non è libera nemmeno di uscire dal palazzo reale dove risiede. L'unico amico che ha in quelle mura è una tigre dal pelo morbidissimo, Raja, che la protegge e le sta sempre accanto, e l'aiuta a respingere anche i troppi pretendenti che la fanciulla si ritrova, sia per la sua bellezza che per il suo rango. Dopo aver rifiutato l'ennesimo pretendente, decide di fuggire dal palazzo e da quella vita, e dopo questa fuga la sua vita cambierà.
Infatti nel mercato incontra Aladdin, il vero protagonista della storia, che la aiuta a fuggire dalle ire di un mercante al quale Jasmine aveva involontariamente sottratto una mela per sfamare un bambino. Egli apre la porta nella sua casa, un rifugio cadente dal quale si può ammirare il palazzo. Qui i due giovani si innamorano l'uno dell'altra. Aladdin non la riconosce subito, ma ella gli rivelerà poco dopo la sua vera identità per cercare di salvarlo dalle guardie del palazzo che lo accusano ingiustamente di rapimento. Appena tornata a palazzo, Jasmine chiede spiegazioni al Gran Visir Jafar sull'imprigionamento del giovane, e come risposta ottiene una sconcertante verità, ossia che il giovane è stato giustiziato. In realtà Aladdin è vivo, e con l'aiuto del Genio della lampada, si presenta con tutti gli onori alla corte del sultano come il Principe Alì Ababwa, per chiedere la mano della principessa. Inizialmente questa lo rifiuta poiché convinta sia uguale a tutti gli altri pretendenti che ha respinto, ma dopo aver fatto un giro da sogno a bordo del tappeto volante del ragazzo, aver visto il mondo che le è sempre stato negato e compreso che il giovane è lo stesso che ha incontrato al mercato di cui si è innamorata, decide di sceglierlo come sposo.
Ma a corte Jasmine è desiderata da Jafar, che aspira al trono di sultano. Con le proprie arti malefiche Jafar ruba la lampada magica ad Aladdin, lo smaschera, imprigiona il Sultano vestendolo da giullare e riduce Jasmine in schiavitù per obbligarla a sposare lo stregone stesso. Aladdin con l'aiuto del tappeto magico ritorna a palazzo e rinchiude Jafar nella lampada, di cui lo stregone diventa quindi genio a sua volta. Dopo la fine dell'incubo Jafar, il Sultano decide di annullare la legge che obbligherebbe Jasmine a sposare per forza un principe, permettendole così di coronare il suo sogno d'amore col giovane che ama e da cui è amata, senza più ostacoli.

### Il ritorno di Jafar(1994)
Jafar viene liberato da Abis Mal e medita vendetta. Intanto a corte torna Iago, ex braccio destro di Jafar, e Aladdin lo nasconde per presentarlo al sultano con molta cautela. Ma la tigre di Jasmine, Raja, lo rincorre e porta tutti a scoprire la sua presenza a corte. Jasmine inizia a dubitare di Aladdin perché le ha tenuto nascosto Iago. Ma sarà proprio questi a farli riconciliare.
Per ricucire lo strappo col suocero, Iago convince Aladdin a fare un pic-nic ed entrambi accettano: in realtà Jafar ha costretto Iago a tradire i suoi nuovi alleati. Durante il pic-nic Jafar fa rapire il Sultano dai ladroni di Abis Mal, potenziati dalla magia oscura. Il turbante del Sultano viene fatto ritrovare a palazzo lacerato dal pugnale di Aladdin, mentre Jasmine presto viene fatta prigioniera insieme al padre, al Genio, Abu, la scimmia di Aladdin, e al tappeto volante. Accusato di tradimento da una falsa Jasmine (In realtà Jafar, che ne ha assunto le sembianze), Aladdin viene condannato a morte e Razoul, il capo delle guardie del Sultano, esegue la decapitazione. Sarà Iago ora a riacquistare completamente la fiducia di tutti liberando il Genio che porta in salvo i prigionieri. Dopo un'epica battaglia, Iago distrugge la lampada di Jafar uccidendolo definitivamente, il Genio riporta tutto il palazzo allo stato originario e Jasmine e Aladdin partono per un viaggio.

### Aladdin(1994-1995)
Aladdin e Jasmine sono ancora fidanzati. In "I bassifondi di Agrabah" Jasmine scopre che rubare è sbagliato. Nell'episodio "Il principe Uncouthma", lei flirta con il principe Uncouthma per rendere geloso Aladdin ma scopre che ciò che ha fatto era sbagliato. Lei, Aladdin e la banda incontrano una ragazza di strada di nome Sadira che si innamora di Aladdin e cerca di rubarglielo (Jasmine) in diversi episodi, ma col tempo Sadira vede che lei e Aladdin non hanno un futuro insieme. Quindi lei e Jasmine diventano amiche.

### Aladdin e il re dei ladri(1996)
Jasmine e Aladdin stanno finalmente per sposarsi. Il loro matrimonio viene improvvisamente interrotto dai quaranta ladroni. Dopo aver appreso ciò che stavano cercando, Aladdin scopre dall'Oracolo che suo padre Cassim è ancora vivo. Jasmine lo convince a cercare suo padre e che il loro matrimonio può essere ritardato ancora un po'.
Mentre è via, Jasmine si preoccupa e il Genio la rallegra vestendola in abiti da sposa. Quando Aladdin ritorna con Cassim, lei e il Sultano lo apprezzano immediatamente. Tuttavia, in seguito tenta di rubare l'oracolo e viene messo in prigione. Aladdin lo aiuta a fuggire, ma torna ad affrontare la sua punizione. Jasmine e il Genio convincono il Sultano di aver aiutato suo padre per amore. In quel momento, Iago (che era con Cassim) ritorna, dicendo loro che Cassim è stato catturato da Sa'luk e dai rimanenti ladroni.
Jasmine va con Aladdin per salvare suo padre, e poi ritornano per il loro matrimonio, che Cassim assiste dall'ombra, dal momento che il Sultano lo ha solo esiliato fino a quando non avrà compensato tutti i suoi crimini. Vanno a fare un giro sul tappeto, salutando il mercante del primo film e Iago e Cassim mentre cavalcano. I due si baciano poi appassionatamente.

### Disney Princess: Le magiche fiabe - Insegui i tuoi sogni(2007)
La nuova storia con la principessa Jasmine è ambientata qualche tempo dopo l'episodio crossover. Mentre Aladdin e il Genio sono impegnati in un viaggio in paesi lontani, Jasmine è stanca dei suoi soliti impegni reali, che comprendono l'inaugurazione di botteghe e il partecipare alle aste dei cammelli. Mentre posa per l'ennesimo ritratto, Jasmine perde la pazienza, e chiede al Sultano più responsabilità. Il padre la nomina "Educatrice Reale" alla Scuola del Palazzo. Jasmine è molto eccitata, ma si ricrede presto quando incontra i suoi scolari: sono ingovernabili. Presto Jasmine si arrende. La sua dama di compagnia le dice che tutto quello che le occorre è pazienza e perseveranza, e potrà fare tutto quello che vuole. Hakeem, lo stalliere, chiede l'aiuto di Jasmine: Sahara, il pluripremiato cavallo del Sultano, è fuggito dalle stalle. Jasmine si incarica di ritrovarlo, e parte insieme al Tappeto, ad Abu, e a Iago, tornato dai suoi viaggi con Cassim.

### Le magiche fiabe di Jasmine: una giornata da principessa
Costituito da tre episodi: Una sirena ad Agrabah: Jasmine ha come rivale una sirena con poteri magici che vuole conquistare Aladdin. Il tesoro più prezioso: tra il mistero e la magia di un giardino incantato, Aladdin, Jasmine, il Genio e il Sultano scoprono il segreto dietro ad un insolito potere magico. I Bassifondi di Agrabah: Jasmine viene magicamente trasformata in un "topo di strada" ed impara un valore molto importante, la compassione.

### Aladdin(2019)
È interpretata dall'attrice Naomi Scott nell'omonimo remake live action del Classico Disney diretto da Guy Ritchie, in uscita nel 2019. Accanto a lei appaiono Mena Massoud nel ruolo di Aladdin e Will Smith in quelli del Genio.

## Caratterizzazione
Jasmine è una giovane donna con la pelle abbronzata e lunghi capelli neri, grandi occhi marroni e una distinta figura a clessidra. Normalmente porta i suoi capelli in una coda di cavallo, tenuti insieme da due fasce azzurre. Normalmente indossa un top corto azzurro che rivela l'ombelico e con maniche cucite per le braccia, permettendo di mostrare la sua figura, e pantaloni abbinati con scarpe gialle.
Jasmine è uno spirito libero e per molti versi assomiglia a una "principessa ribelle". E' testarda e desidera la libertà, rifiutando tutti i corteggiatori scelti da suo padre, preferendo sposarsi per amore piuttosto che per ricchezza, e arrivando a scappare dal palazzo, ma mettendosi nei guai, inizialmente ingenua riguardo al mondo esterno. Segue le inclinazioni del suo cuore e può anche essere gentile e affettuosa.
Jasmine è molto intelligente, incredibilmente indipendente e forte in molti modi. Non ha paura di dire quello che pensa, non importa con chi ha a che fare. Che si tratti di suo padre, Jafar, o di qualche altro cattivo che corrompe Agrabah, Jasmine non esiterà a difendere ciò che è giusto, soprattutto per la sicurezza degli altri rispetto a se stessa. Viene mostrato prendere parte alla maggior parte delle controversie e conversazioni politiche, spesso dà i suoi suggerimenti su come fare la pace (che il più delle volte ha successo) e mostra di avere la stessa quantità di rispetto che guadagna suo padre. Tuttavia, Jasmine non è priva di difetti: a volte può essere troppo pignola e supponente, oltre che incredibilmente testarda. A parte questo, Jasmine è empatica con gli animali (in particolare Raja), estremamente compassionevole e premurosa. Una parte piuttosto famosa della personalità di Jasmine sono anche i suoi modi sfacciati e seducenti. Essendo supponente e schietta, non ha mai paura di fare una battuta sarcastica. Può anche essere comunemente vista con un'espressione sensuale, accompagnata da un linguaggio del corpo seducente durante le sue scene con Aladdin in tutto il franchise (spesso seducendolo a fare cose per lei), e una scena particolare nel film originale quando stava distraendo Jafar.
Come personaggio, Jasmine è sia simile che diversa dalle eroine Disney che l'hanno preceduta. Possiede molte qualità associate alle tradizionali Principesse Disney, grazia e bellezza tra queste. Tuttavia, commercializzata dalla Disney come "un'eroina degli anni '90", Jasmine è "nata prima del suo tempo", e quindi la sua intelligenza e le sue ambizioni tendono ad assomigliare maggiormente alle incarnazioni contemporanee, vale a dire Belle. Brian Lowry di Variety ha paragonato la personalità volitiva di Jasmine a quella di Belle, descrivendola come un'eroina "anacronisticamente liberata". Nel frattempo, Rob Burch di The Hollywood News ha osservato che la principessa è molto simile ad Ariel essendo "indipendente, bella e alla disperata ricerca della possibilità di vivere la propria vita", mentre allo stesso tempo nascondeva la gentilezza sotto "uno scudo di rabbia." Jasmine è più intraprendente di entrambe, pur condividendo la loro stessa preferenza per l'assertività e il potere sulla passività, tratti echeggiati da molte altre Principesse Disney introdotte nel decennio. Allo stesso tempo, Jasmine è descritta come più esuberante di Belle e meno ingenua di Ariel.
Accanto agli altri personaggi principali di Aladdin, Jasmine incarna il tema centrale del film: il desiderio di libertà da qualche forma di confinamento o oppressione. Nel film, Jasmine libera uno stormo di uccelli dalla loro gabbia, che funge da metafora per la sua stessa situazione, essendo "ingabbiata da un mondo che non ha mai visto e che desidera ardentemente essere liberata". Anche la camera da letto di Jasmine ha la forma di una gabbia per uccelli per rappresentare la propria prigionia. La sua storia esplora anche temi come i diritti civili, la tolleranza razziale, la gerarchia sociale e la vita, la libertà e la ricerca della felicità.

### Femminismo, leggi matrimoniali e genere
Jasmine dimostra diversi tratti, credenze e ideologie associate al femminismo, esercitando molto "potenziale femminista", sebbene notevolmente meno esplicito di quello di Belle. Tuttavia, il personaggio aderisce ancora alle tradizionali aspirazioni orientate al romanticismo comunemente associate ai personaggi delle principesse Disney nonostante "il suo atteggiamento moderno e femminista", sebbene il suo desiderio per il romanticismo sia molto più contenuto in confronto.
Unico personaggio femminile chiamato parlante nel film dominato dagli uomini, Jasmine manca sia di compagne che di una figura materna (i personaggi maschili rappresentano il 90% dei dialoghi del film). La vita della ragazza è quasi interamente determinata dagli uomini, dai quali rifiuta di ricevere ordini, esprimendo costantemente la sua disapprovazione rifiutando corteggiatori arroganti e urlando contro gli uomini che tentano di prendere decisioni per lei, sfidando i tradizionali ruoli di genere e figure di autorità maschili (dicendo al padre, a Jafar e ad Aladdin travestito: "Come vi permettete tutti quanti?! Ve ne state lì a decidere del mio futuro?! Io non sono un trofeo da vincere!"). A volte, Jasmine può sembrare giudicante; inizialmente ha un'opinione completamente negativa di tutti i principi fino a quando non incontra un Aladdin travestito. Nel libro di Ulrich Marzolph The Arabian Nights Reader, l'autore ha descritto il personaggio come "il portavoce dell'opposizione ad un'arretratezza e un autoritarismo mediorientali vagamente definiti".

## Concezione e sviluppo

### Concezione e scrittura
Originariamente concepita come una principessa viziata e materialista i cui interessi erano limitati all'abbigliamento e ai gioielli, i registi e sceneggiatori Ron Clements e John Musker alla fine hanno riscritto Jasmine in un'eroina più forte, più matura e più importante dopo l'eliminazione della madre di Aladdin dalla sceneggiatura, prendendo in prestito elementi della storia dalla commedia romantica Vacanze romane (1953), in cui la principessa Anna (interpretata da Audrey Hepburn) fugge allo stesso modo dall'ambasciata reale travestita per trascorrere la giornata esplorando Roma da sola.

### Personalità e design
La descrizione del personaggio sul sito web ufficiale della Disney recita: "Jasmine è una bellezza indipendente e focosa capace di prendersi cura di sé stessa che desidera sperimentare la vita fuori dal palazzo."
Avendo animato di recente due eroine/principesse Disney - rispettivamente Ariel de La sirenetta e Belle de La bella e la bestia - Mark Henn, animatore supervisore di Jasmine, soffrì inizialmente di un grave caso di "blocco dell'artista" mentre tentava di disegnare la sua terza eroina, ovvero Jasmine. Mentre lavorava al personaggio presso i Disney-MGM Studios in Florida, Henn notò una giovane ospite del parco divertimenti con lunghi capelli neri e alla fine decise di usarla come ispirazione iniziale per Jasmine; l'identità dell'ospite rimane tuttora anonima. Alla ricerca di "qualcosa di fresco per aiutare con l'aspetto fisico di lei", Henn è stato infine ispirato da una fotografia di diploma di sua sorella minore Beth Allen, che portava i capelli in uno stile simile a quello che sarebbe alla fine diventato di Jasmine. Henn attribuì a sua sorella il merito di averlo aiutato a superare il suo blocco artistico, e alla fine i registi hanno approvato il concept design di Henn. I tratti del viso del personaggio sono stati ispirati dall'attrice Jennifer Connelly, in particolare le sue sopracciglia. I realizzatori hanno deciso di vestire Jasmine di azzurro per rappresentare simbolicamente l'acqua, che è "la sostanza più preziosa che si possa trovare in un deserto." Gli animatori hanno fatto sedere il personaggio accanto a una fontana quando è stata introdotta per la prima volta nel film per enfatizzare ulteriormente questo motivo e confronto.

## Accoglienza
Dopo essersi affermata con successo come un personaggio popolare, Jasmine è diventata membro del franchise delle Principesse Disney, e rimane l'unico membro a non essere protagonista del film da cui proviene, oltre a essere la prima a sposare un personaggio che non è un principe. Cronologicamente, Jasmine è il sesto membro del franchise, ed è considerata uno dei membri "classici". Essendo la prima principessa non bianca e la prima araba della Disney, a Jasmine è attribuita l'introduzione della diversità razziale ed etnica nel genere animato delle fiabe Disney. Da allora il personaggio è stato seguito da tre principesse non bianche: Pocahontas di Pocahontas (1995), Mulan di Mulan (1998) e Tiana di La principessa e il ranocchio (2009). Secondo Vanity Fair, Jasmine è stata la prima principessa Disney femminista, anche se lo stesso autore dell'articolo Alex Beggs ha ammesso che questa affermazione è in qualche modo esagerata.
(Andrew Martin di ScreenRant sull'influenza di Jasmine)
Jasmine è oggi considerata un personaggio e una principessa iconica. Teen Vogue ha incluso Jasmine in un articolo che riconosce le "10 migliori principesse Disney di tutti i tempi". BuzzFeed l'ha classificata al secondo posto, E! al quarto, PureWow al quinto, Seventeen al nono, MTV al decimo e Refinery29 all'ottavo nelle loro classifiche delle principesse Disney. ScreenRant ha posizionato Jasmine alla quattordicesima posizione tra i migliori personaggi dei film d'animazione, definendola "il fantastico idolo che aspiravamo di essere" e aggiungendo che "il film non sarebbe lo stesso se non fosse per la principessa Jasmine". Cosmopolitan ha ritenuto il suo classico vestito azzurro l'ottavo migliore tra quelli delle principesse Disney.

## Altri media
- Jasmine appare anche nella serie animata Aladdin (dove è protagonista di vari episodi insieme ad Aladdin), e in House of Mouse - Il Topoclub.
- In un episodio della serie animata Jasmine perderà la memoria a causa della Rosa Blu dell'Oblio (elemento presente da film Il ladro di Bagdad, a cui gli autori si sono ispirati per vari elementi di Aladdin) e si schiererà dalla parte di Abis Mal, che crede suo padre . In questa sua versione Jasmine combatte usando una frusta ed è vestita con un abito blu scuro.
- Canta If You Can Dream insieme alle altre Principesse Disney. La sua interprete è Lea Salonga, che è la voce cantata anche di Mulan.
- È la prima principessa ad aver subito trasformazioni animalesche, prima di Tiana. Infatti, in un episodio della serie animata si auto-trasforma involontariamente in un topo. In un altro episodio, invece, si trasforma in un mezzo-serpente.
- Appare anche in un episodio di Hercules, dicendo a Filottete di essere sposata, mentre lui prova a corteggiarla.
- Appare nella sesta stagione della serie televisiva Once Upon a Time, interpretata dall'attrice indiana Karen David.
- è interpretata dall'attrice inglese Naomi Scott nel remake live-action di Aladdin diretto da Guy Ritchie, uscito nel 2019.[1]
- In Ralph spacca Internet (2018) diventa una delle amiche di Vanellope (dopo averla intimidita con la lampada magica), grazie a cui cambia look. Salva assieme alle altre principesse Ralph. Nell'adattamento italiano (assieme ad Aurora e Ariel) è l'unica a cui viene data una nuova doppiatrice, Mélusine Ruspoli.